# Relaciones exteriores de la República Democrática del Congo

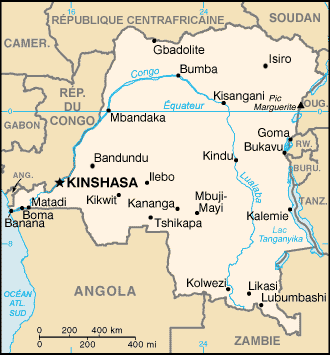
La R.D.C. se ubica en el centro del continente africano.

Localizado en el centro mismo del continente africano, la República Democrática del Congo es uno de los más relevantes países de la región centroafricana. Su gran tamaño, sus abundantes recursos naturales en especial los minerales y su posición geopolítica estratégica convirtió al Congo en uno de los principales zonas de combate durante la Guerra Fría. Bajo la feroz dictadura de Mobutu Sese Seko, el Congo (entonces llamado Zaire) se unió al bando occidental, después de haber sofocado a sangre y fuego a una incipiente coalición y gobierno izquierdista liderada por Patricio Lumumba, en la llamada Crisis del Congo. Desde el fin de la contienda entre los Estados Unidos y la Unión Soviética, las razones de los países capitalistas para sostener un régimen corrupto, autocrático y con un grave registro de violaciones a los derechos humanos decreció de forma sustantiva, traduciéndose en un sostenido incremento de presiones contra el régimen para su reforma o cambio. 

## Guerras en la década de 1990
Producto de lo anterior, la R.D.C. se vio envuelta en una violenta guerra civil y una terrible y larga contienda internacional con varios de sus vecinos africanos. La segunda guerra del Congo dejó como resultado más de cuatro millones de ciudadanos muertos, además de un país devastado por la corrupción y la violencia, dividido en diferentes señores de la guerra, hasta la actualidad. Así mismo, durante el genocidio ruandés, el Congo fue el principal país receptor de civiles que escapaban de la carnicería que se cernía sobre la región de los Grandes Lagos Africanos. Esto provocó la intervención de diferentes fuerzas, tanto de la ONU como de los países limítrofes (especialmente Ruanda, Uganda y Burundi), en una situación cada vez más compleja, con el fin de detener el conflicto (las fuerzas de paz) o para apoyar a sus diversos clientes políticos y militares en la zona.
La abundante riqueza mineral del Congo lo hace susceptible de las ambiciones de diferentes grupos de presión, tales como los gobernantes vecinos así como de empresas multinacionales que pretenden explotar las riquezas de la región. El valioso coltán, explotado por las ocupantes fuerzas de Ruanda, se estima que generó ingresos superiores a los 250 millones de dólares en el plazo de 18 meses, en razón de las exportaciones del mineral hechas por Ruanda, país que no tiene depósitos del mismo. Así se produce la situación de la imposibilidad material y técnica por parte de la R.D.C. de obtener ganancias por la explotación de su riqueza mineral, si no que esos dineros se utilizan para financiar las actividades insurgentes de fuerzas extrañas del país. 
En la actualidad, y pese los acuerdos internacionales suscritos entre los países en conflicto con la finalidad de estabilizar la región, en el país se mantienen tropas de Zimbabue, Angola, Namibia, Chad, Sudán y Pakistán en apoyo al débil gobierno de transición, liderado por Joseph Kabila.
Las relaciones con los países vecinos es complicada y tiende a enmarañarse, en razón de las complejas relaciones internacionales en el continente negro. Los conflictos entre diferentes países influyen casi directamente en la estabilidad y seguridad del Congo. Los conflictos en Sudán, Uganda, Angola, Ruanda y Burundi han creado en varias ocasiones distintas y graves tensiones entre los países centroafricanos. En los últimos años la crisis más grave se ha producido al transformarse la R.D.C. en el territorio donde se asientan bases de grupos insurgentes que atacan a los países vecinos, rompiendo la frágil estabilidad de la región. 
La República Democrática del Congo es parte de la Corte Penal Internacional, aunque mantienen con los Estados Unidos un acuerdo de inmunidad de jurisdicción del artículo 98 del Estatuto de Roma.

## Disputas internacionales

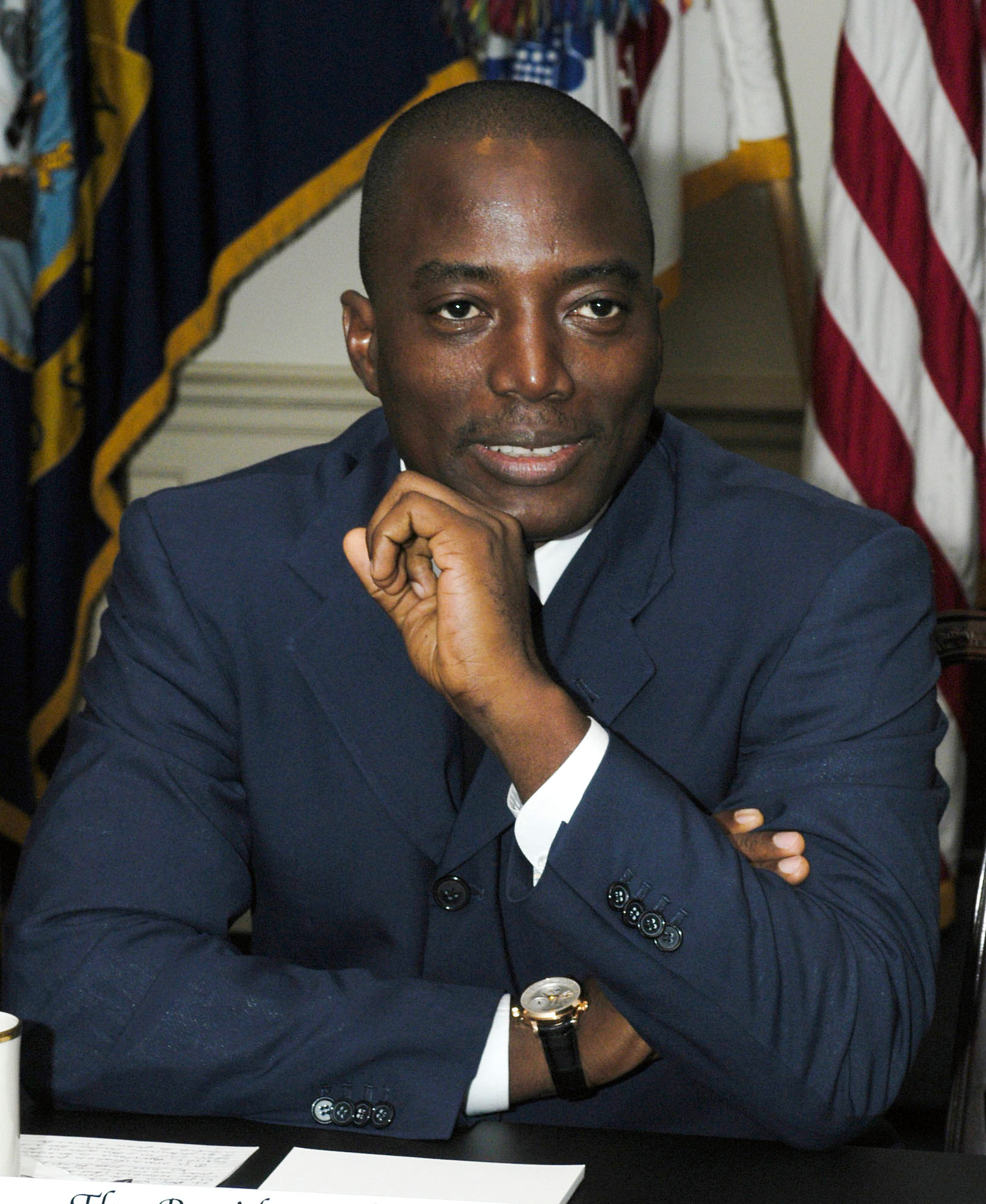
El presidente de la R.D.C. Joseph Kabila.

La República Democrática del Congo es el centro de una guerra civil que se desarrolla entre diferentes facciones que combaten entre sí, contando con el apoyo de diversos países limítrofes como Uganda y Ruanda. La guerra en la zona del Ituri se ha extendido a regiones vecinas, producto de la gran inestabilidad presente en la zona de los Grandes Lagos de África. Las poblaciones locales, como los hutus, tutsis, lendu, hema, entre otros, sufren de limpieza étnica, hambrunas, enfermedades y plagas, todo por la gran tensión y conflicto existente. Pese a los intentos de los gobiernos de los países de la región, la paz no ha llegado a la región pese a la intervención de diversas fuerzas de paz de las Naciones Unidas y de la Unión Africana. 
Buena parte de la frontera entre la R.D.C. y su vecina la República del Congo se encuentra delimitada por el río Congo. Entre ambas jamás se han establecido o trazado las fronteras sobre los márgenes e islas que pueblan el curso acuífero, convirtiéndose en un potencial foco de conflicto, salvo la región de Pool Malebo, donde se encuentra las capitales Kinshasa y Brazzaville. 
En diciembre de 2005, la Corte Internacional de Justicia, conociendo de una denuncia presentada por la R.D.C. en contra de Uganda, encontró a esta última como responsable por la ilegal invasión a su territorio así como de masivas violaciones a los derechos humanos.

## Drogas ilícitas
El Congo tiene una pequeña producción de cannabis, destinada principalmente para el consumo interno. El estado de debilidad institucional de la R.D.C. lo convierte en un blanco fácil e ideal para el lavado de dinero, en razón del escaso control sobre el escuálido sistema financiero del país.